# Автошлях Т 1732
Автошля́х Т 1732 — автомобільний шлях територіального значення у Полтавській області. Проходить територією Полтавського району через Шили — Рунівщину — Черкасівку — до перетину з М03. Загальна довжина — 16,1 км.

## Маршрут
Автошлях проходить через такі населені пункти:
| Автошлях Т 1732    |           |
| Полтавська область |           |
| Полтавський район  |           |
| Шили               | Т 1707    |
| Рунівщина          |           |
| Божкове            |           |
| Черкасівка         |           |
| Степанівка         |           |
|                    | E40М03Р11 |